# Молоки (Новосибирская область)
Молоки — упразднённая деревня в Купинском районе Новосибирской области России. На момент упразднения входила в состав Сибирского сельсовета. Упразднена в 1977 году.

## География
Располагалась у болота (озера) Васюган, в 11 км (по прямой) к северо-западу от центра сельского поселения поселка Сибирский.

## История
Основана в 1827 году. По данным на 1928 году состояла из 71 хозяйства. В административном отношении входила в состав Ново-Покровского сельсовета Юдинского района Барабинского округа Сибирского края.
В годы коллективизации в деревне был образован колхоз «Уголок Ленина» (с 1954 года «Трудовик»). С 1957 г. являлась отделением совхоза Купинский. Решением Облисполкома от 28 июля 1977 года, в связи с выездом населения, деревня Молоки исключена из учётных данных.

## Население
В 1926 году в деревне проживал 381 человек (190 мужчин и 191 женщина), основное население — украинцы.